# Hans-Otto Hügel
Hans-Otto Hügel (* 1944 in Mainz) ist emeritierter Professor für Populäre Kultur an der Universität Hildesheim.

## Leben
Hügel studierte von 1964 bis 1969 Germanistik, Geschichte und Pädagogik an der Johannes-Gutenberg-Universität Mainz und der Johann-Wolfgang Goethe-Universität Frankfurt. 1969–1970 absolvierte er das Referendariat mit Abschluss als Assessor des Lehramts. Es folgte ein Promotionsstudium und von 1971 bis 1978 die Anstellung als Wissenschaftlicher Mitarbeiter für Deutsche Literaturwissenschaft in Mainz. Von 1978 bis 1979 war Hügel Wissenschaftlicher Mitarbeiter für Deutsche Literaturwissenschaft an der Universität Trier, 1979–1983 Projektleiter einer bibliografischen Arbeitsstelle in einem DFG-Programm am Deutschen Literaturarchiv in Marbach. 1983 erhielt er den Ruf von der Universität Hildesheim und wurde dort zum ersten und lange Zeit einzigen Professor für Populäre Kultur im deutschsprachigen Raum. Nach der Emeritierung im Jahr 2009 ist Hügel weiterhin als Dozent und wissenschaftlicher Autor tätig. Seit 2011 ist er am Hildesheimer Institut für Sozialwissenschaften in der Abteilung Soziologie assoziiertes Mitglied und Lehrbeauftragter.

## Werk
Zentral für Hügels Forschung und Lehre ist die Formel von der ästhetischen Zweideutigkeit der Unterhaltung, die von Fall zu Fall verschieden realisiert werde, jedoch in irgendeiner Form in jeder Unterhaltungssituation nachzuweisen sei. In seinem Aufsatz aus dem Jahr 1993 heißt es:
»Weder ist Unterhaltung Zerstreuung, deren Artefakte uns nur über tote Zeit hinweghelfen, noch ist sie Kunst, die uns zwar alles mögliche, das aber immer unbedingt, gibt. Unterhaltung sagt sozusagen: „Ich wasch dir den Pelz und mach dich nicht naß“, während die Kunst eher dem Wahlspruch folgt: „Gelobt ist, was reinigt“, und die Zerstreuung sagt: „Naß werden willst du auf keinen Fall, also kommst du vom Regen in die Traufe.“ Die Leichtigkeit der Unterhaltung, das ist ihre leichte Zugänglichkeit, ist Folge wie Ursache ihrer ästhetischen Zweideutigkeit, nicht billiger Kniff ihrer Verkäufer. Während Kunstrezeption ihrem Anspruch nach Unbedingtheit fordert, keine Beliebigkeit in der Wahrnehmung und im Interesse erlaubt und daher den Rezipienten Anstrengung abverlangt, ja ihnen opponiert, erlaubt die Unterhaltungsrezeption (fast) jedes Maß an Konzentration und Interesse. Nicht „richtiges“ Verstehen, sondern Teilhabe ist wichtig, wenn wir uns unterhalten wollen. Der sich Unterhaltende hat (An-)Teil am Unterhaltungsgegenstand. Er fügt nicht nur etwas aus seiner gegenwärtigen Situation hinzu – wie es Rolf Dieter Brinkmann den Lesern von Gedichten empfiehlt –, sondern greift etwas heraus.«
Hügel war Kurator von Literatur- und Kulturausstellungen in Marbach, Karlsruhe, Hannover, Hildesheim, Berlin.

## Wirkung
Laut der Einschätzung von Udo Göttlich und Stephan Porombka hat die „wissenschaftliche Produktivität von Hans-Otto Hügel zur Entfaltung der Produktivität der Erforschung der Populären Kultur einen wohl kaum zu überschätzenden Teil beigetragen“.
Zu den akademischen Schülern und Schülerinnen von Hügel gehören die Wissenschaftlerin Barbara Hornberger, die Theaterregisseure Matthias Günther und Albrecht Hirche, der Comic- und Drehbuchautor Joachim Friedmann, die Schauspielerin Susanne Abelein, die Künstler Klemens Brysch, Armin Nagel und Carsten Schneider, der Kolumnist Hartmut El Kurdi sowie der Schriftsteller Christian Kortmann.

## Sonstiges
Von 1977 bis 1993 war Hügel als Literatur- und Medienexperte Mitglied der Jury in Wim Thoelkes Quizshow Der große Preis.

## Veröffentlichungen (Auswahl)
- Grenzen der Kunst. Autonomie der Werbung. Hildesheim, 2014.
- Lob des Mainstreams. Zu Theorie und Geschichte von Unterhaltung und Populärer Kultur. Köln, 2007.
- Handbuch Populäre Kultur. Begriffe, Theorien und Diskussionen. Stuttgart, 2003.
- James Bond. Spieler und Spion. Hildesheim, 1998.
- zus. m. Thomas Dietzel: Deutsche literarische Zeitschriften 1945–1970: Ein Repertorium (5 Bde.). München u. a. 1988: K.G. Saur, ISBN 3-598-10645-9.

## Über Hans-Otto Hügel
- Udo Göttlich / Stephan Porombka (Hrsg.): Die Zweideutigkeit der Unterhaltung. Zugangsweisen zur Populären Kultur. Köln, 2009